# Ivan Pelizzoli
Ivan Pelizzoli (Bergamo, 18 november 1980) is een voormalig voetbaldoelman uit Italië die zijn loopbaan in 2015 beëindigde bij de Italiaanse club Virtus Entella. Eerder speelde hij onder andere voor AS Roma en Atalanta.
Pelizzoli maakte zijn debuut voor de Italiaanse nationale ploeg in 2003, hij speelde twee officiële interlands. Ook bij de jeugd speelde hij enkele interlands. Hij speelde één interland bij de U-17 en 17 interlands bij de U-21. Hij nam met het Italiaans olympisch voetbalelftal deel aan de Olympische Spelen van 2004 in Athene. Daar won de ploeg onder leiding van bondscoach Claudio Gentile de bronzen medaille door Irak in de troostfinale met 1-0 te verslaan.